# Napua Davoy
Napua Davoy je americká zpěvačka, klavíristka, skladatelka a textařka. Narodila se v Oklahomě a řadu let žila v New Yorku. Studovala německou literaturu a anglickou historii na Oxfordské univerzitě. Vystupovala jak ve Spojených státech amerických, tak i v Austrálii, Rusku a na Ukrajině. V roce 1996 zpívala vokály na albu Walking on Locusts velšského hudebníka a skladatele Johna Calea. Během své kariéry spolupracovala s mnoha dalšími hudebníky, mezi něž patří například David Soldier a Sue Maskaleris.